# Antonio Zaccagnini
Antonio Zaccagnini (Montegranaro, 7 de abril de 1879-Buenos Aires, 24 de mayo de 1932) fue un sindicalista, periodista y político argentino, que sirvió tres mandatos como diputado nacional (1914-1918, 1928-1930, y 1932) en representación del Partido Socialista y luego por el Partido Socialista Independiente, siendo de los principales dirigentes del partido en su fundación en 1927. También sirvió como Concejal por la Capital Federal entre 1919 y 1926. 

## Biografía
Antonio Zaccagnini nació en la ciudad italiana de Montegranaro, ubicada en la región de las Marcas, en la zona central de Italia. Emigró a la Argentina en el año 1896, siendo apenas un adolescente de 17 años, para trabajar en Buenos Aires como tipógrafo. Zaccagnini fijó su residencia en el barrio porteño de La Boca y se ganó el sustento ejerciendo diversos oficios, desde tipógrafo hasta agente de publicidad, siendo uno de los primeros que hubo en el país. En el barrio de La Boca, Zaccagnini fundó la "Confederación de Ferroviarios", uno de los sindicatos orgánicos iniciales. 
En 1900 obtuvo la carta de Ciudadanía Argentina y se afilió inmediatamente al Partido Socialista teniendo allí una activa participación lo que lo llevó a fundar el Centro Socialista de La Boca. En 1904 fue el principal gestor de la candidatura de Alfredo Palacios a diputado nacional por el Partido Socialista por la circunscripción de La Boca, resultando en la elección de Palacios, convirtiéndose así en el primer diputado socialista en la historia del país y de América. 
Como periodista, Zaccagnini fundó el diario gremial El Progreso, al que dirigió por catorce años. También trabajó como administrador de los diarios La Vanguardia, órgano oficial del PS, y La Patria degli Italiani, destinado a los miembros de la comunidad italiana en la Argentina. 
En 1914 fue electo diputado nacional por la Capital Federal representando al Partido Socialista. En 1918 cumplió su mandato como diputado. .
En el año de 1919 fue electo Concejal de la Capital Federal. En 1926 cumplió su mandato como Concejal.
En el año 1927 la crisis interna del Partido Socialista finalmente estalla y Zaccagnini toma partido por el ala que lideraba Antonio De Tomaso. De tal manera forma parte en la fundación del Partido Socialista Independiente en agosto de 1927 e integra el primer consejo directivo del partido junto a Federico Pinedo, José Rouco Oliva, César Cichero, Roberto Giusti, Miguel Pizza, Jacinto Boix, Luis Poggi y Juana Begino. 
En las elecciones legislativas de marzo de 1928, Zaccagini resultó nuevamente electo diputado nacional representando al distrito de la Capital Federal, esta vez por PSI, pero su mandato resultó interrumpido debido al golpe de Estado del 6 de septiembre de 1930. En agosto de 1930, Zaccagnini había firmado el llamado "Manifiesto de los 44", en el cual diputados y senadores del socialismo independiente y del conservadurismo, denunciaron la violación de la Constitución Nacional por parte del gobierno de Hipólito Yrigoyen y convocaban a defender la legalidad y el cumplimiento de la Constitución. Estuvo presente en la noche del 5 de septiembre cuando los parlamentarios firmantes del Manifiesto de los 44, en compañía del coronel José María Sarobe y el capitán Juan Domingo Perón, presentaron el manifiesto revolucionario en el diario Crítica, y durante la madrugada del 6 de septiembre estuvo en Campo de Mayo, junto a otros dirigentes del PSI, arengando a las tropas revolucionarias.
Zaccagnini sería nuevamente electo como diputado nacional por la Capital Federal luego de las elecciones generales de noviembre de 1931, por el PSI en la alianza conocida como la Concordancia que auspiciaba la candidatura a presidente del general Agustín P. Justo. 
En enero de 1932, un mes antes de asumir su banca como diputado, Zaccagnini sufrió la trágica pérdida de su hija Esther, quien falleció trágicamente en el Delta del Tigre. Zaccagnini asume como diputado nacional pero el 24 de mayo de 1932 fallece debido a una afección vesicular y a la profunda tristeza que sentía desde el fallecimiento de su hija. Tenía 53 años.